# Климовское (Тверская область)
Климовское — деревня в Удомельском городском округе Тверской области.

## География
Деревня находится в северной части Тверской области на расстоянии приблизительно 36 км на север-северо-запад по прямой от железнодорожного вокзала города Удомля.

## История
Впервые деревня упоминается в 1501 году. В 1886 году отмечается как имение Климовское, Всё имение сдавалось в аренду, на усадьбе проживали временно трое крестьян и четверо иностранцев. В советский период истории здесь действовали колхозы «Красное Климовское», им. Ворошилова, им. Сталина и «Прогресс». Хозяйств было 13 (1958), 4(1986), 2 (1999). До 2015 года входила в состав Котлованского сельского поселения до упразднения последнего. С 2015 года в составе Удомельского городского округа.

## Население
Численность населения: 39 человек (1958 год), 7 (1986), 3 (1999), 4 (русские 100 %) в 2002 году, 1 в 2010.